# Zimmerwald
Zimmerwald est une localité et une ancienne commune suisse du canton de Berne.

## Histoire

Photo aérienne (1952)

Colonisée tardivement, le village n'est mentionné pour la première fois qu'à la fin du Moyen Âge. Il entre toutefois dans les annales grâce à la conférence de Zimmerwald qui s'y est tenue en septembre 1915 et où les principaux membres des différents partis socialistes européens se sont réunis à l'appel de Robert Grimm.
Pour les villageois, le vrai drame débuta bien plus tard. L’effroi se répandit comme une traînée de poudre quand ils réalisèrent que le « péril rouge » s’était insidieusement introduit chez eux. Et ils éprouvèrent de la honte lorsque les conséquences indirectes de la conférence apparurent au grand jour. En 1917, le monde assistait, médusé, à la révolution d’Octobre dirigée par Lénine. (...) C’est ainsi que Zimmerwald commença à redouter de devenir un sanctuaire communiste. 
Après la révolution russe d'octobre 1917, les autorités craignirent que le village soit associé au « péril rouge ». En effet, souligne La Revue suisse, « des élèves de l’Union soviétique envoyaient également des cartes postales. Les autorités de la commune y répondaient sèchement, parfois même grossièrement. (...) Zimmerwald a fini par régler le problème en adoptant une loi pour l’oubli. En 1962, les monuments et plaques commémoratives furent interdits. [Le village] redoubla d’efforts en 1971 et fit démolir la pension dans laquelle Lénine avait habité. »
Zimmerwald fait partie de la juridiction de Seftigen jusqu'en 1798.
Le 1er janvier 2004 Zimmerwald fusionne avec Englisberg pour former la nouvelle commune de Wald.

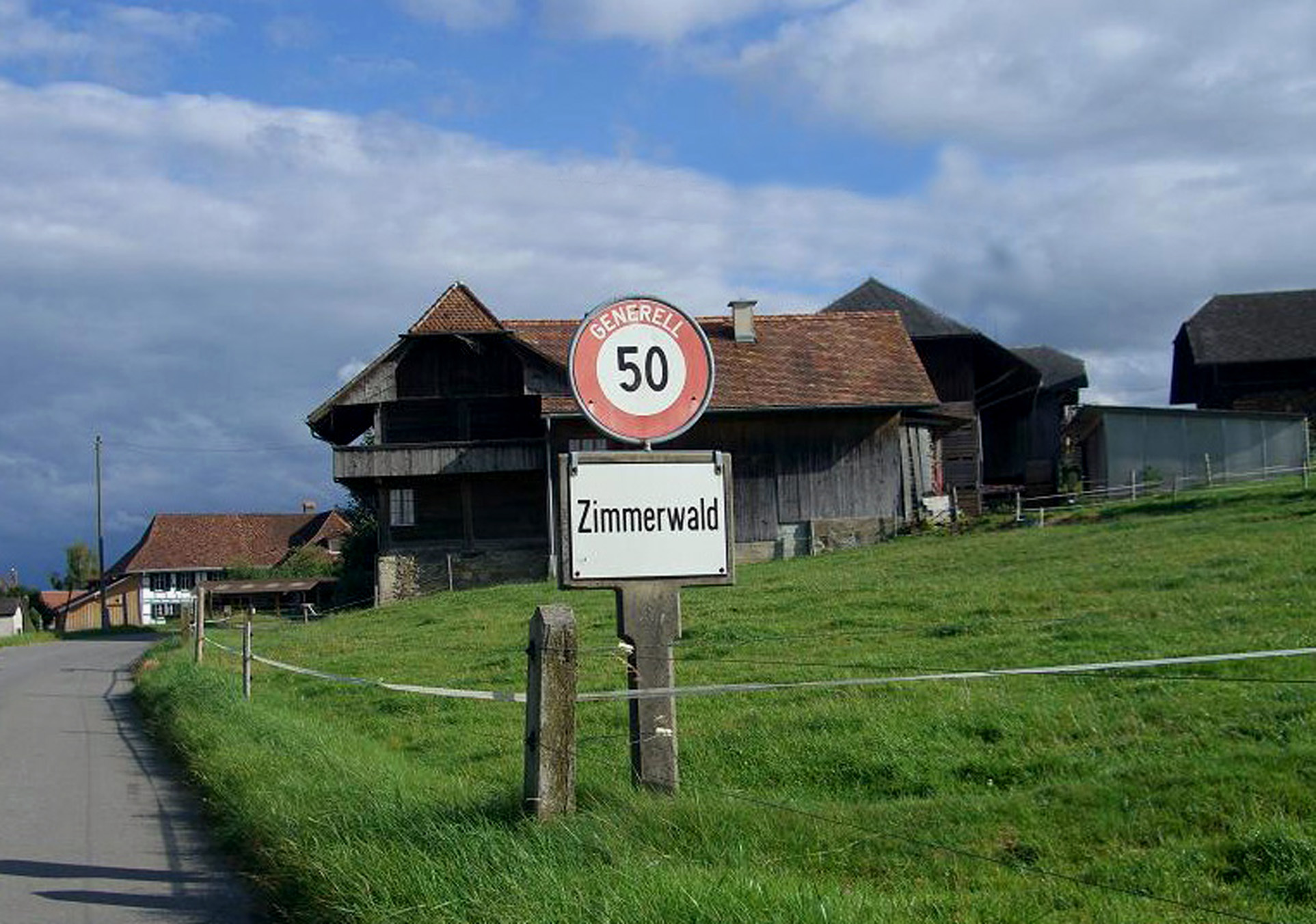
L'entrée du village de Zimmerwald
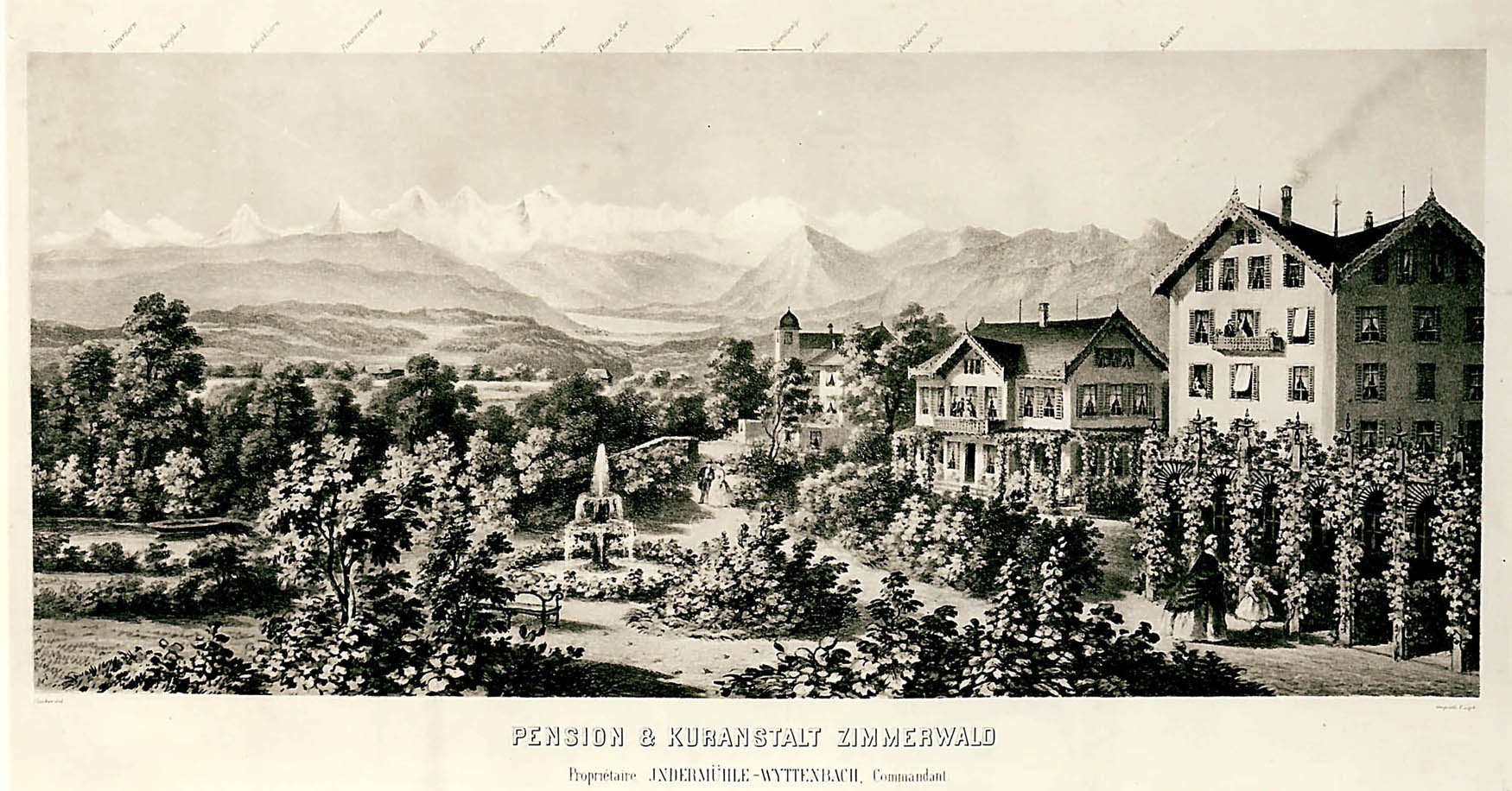
L'hôtel et pension de Beau Séjour, Zimmerwald, 1865
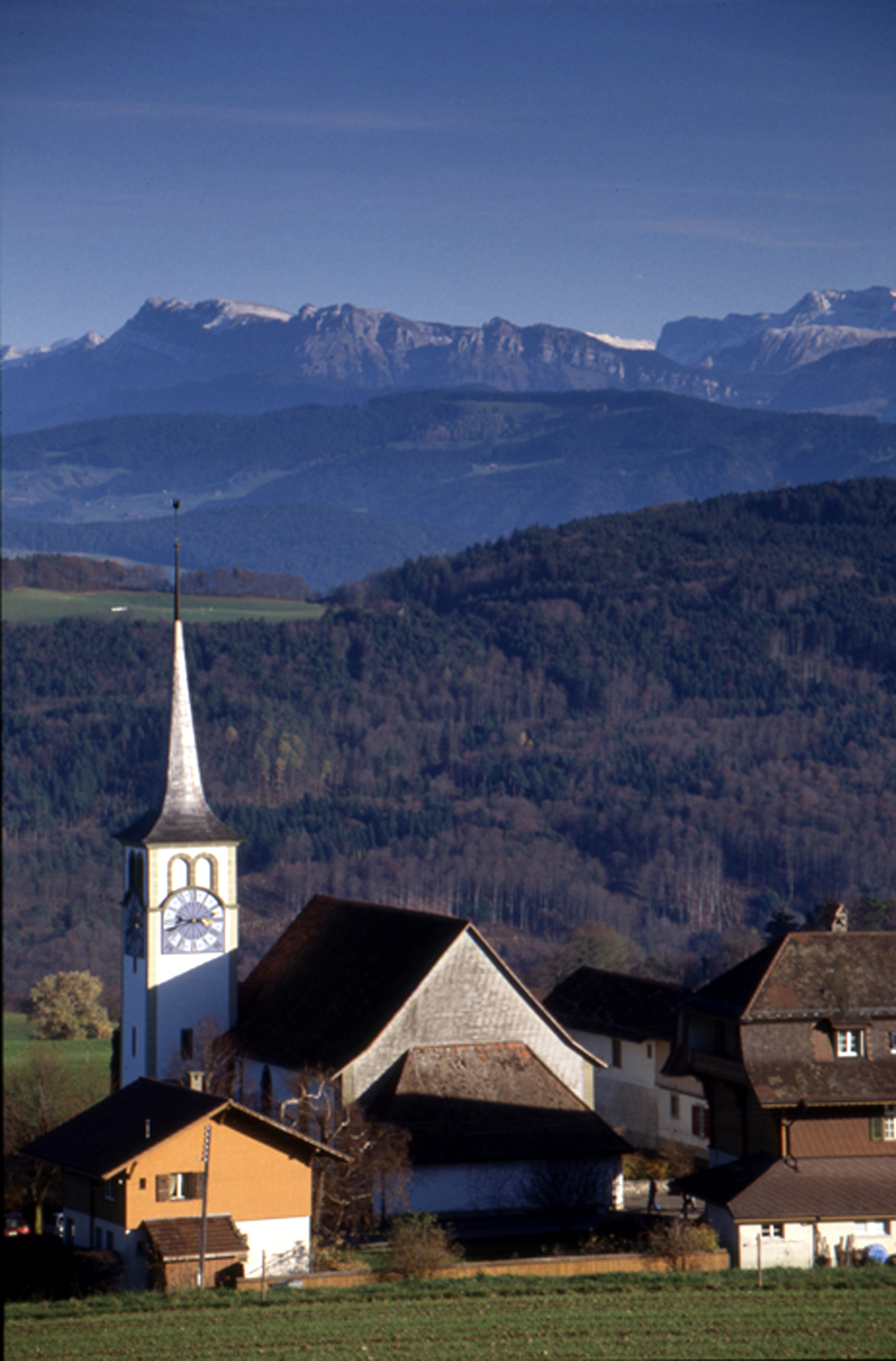
L'église de Zimmerwald, vue depuis Belpberg et les Alpes
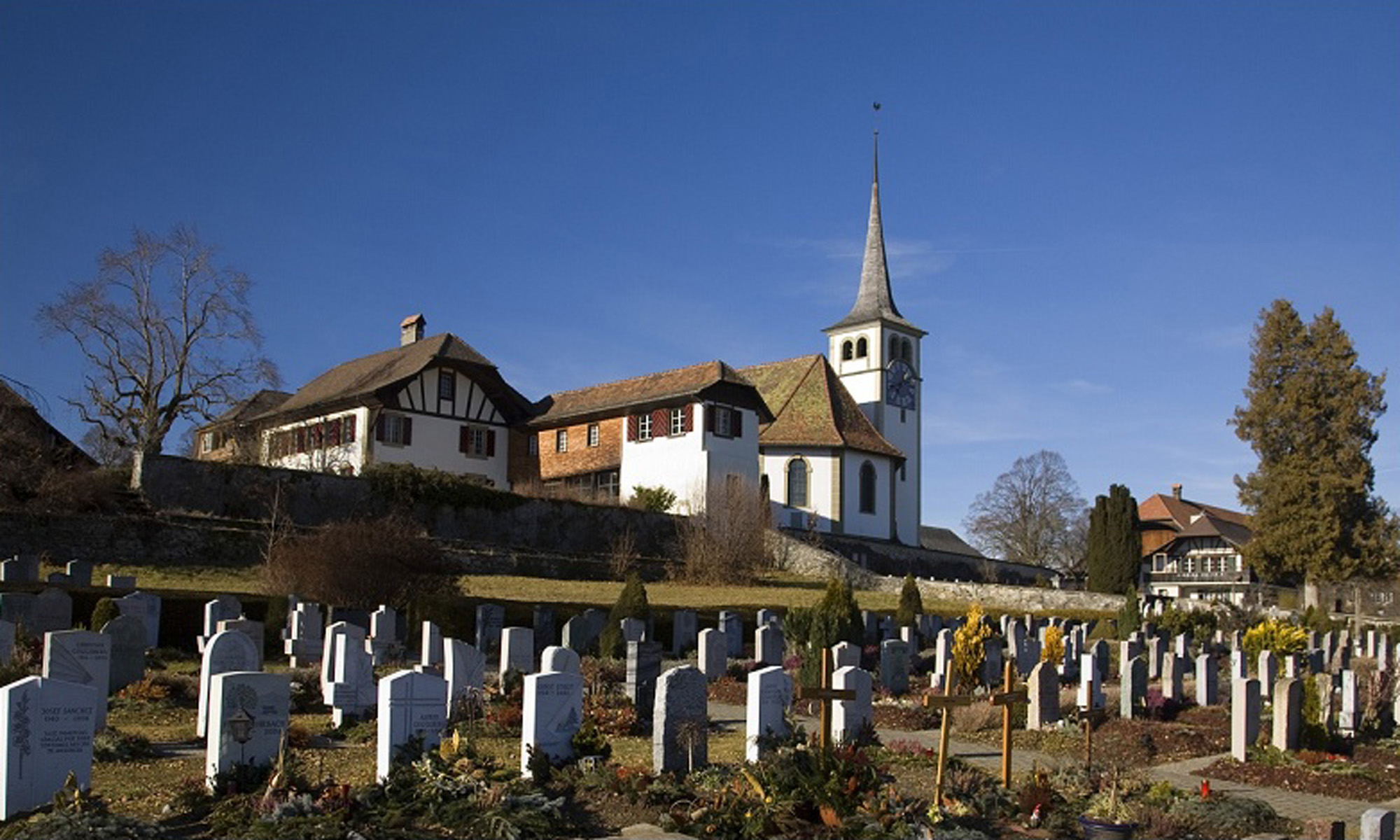
L'église de Zimmerwald et le cimetière municipal
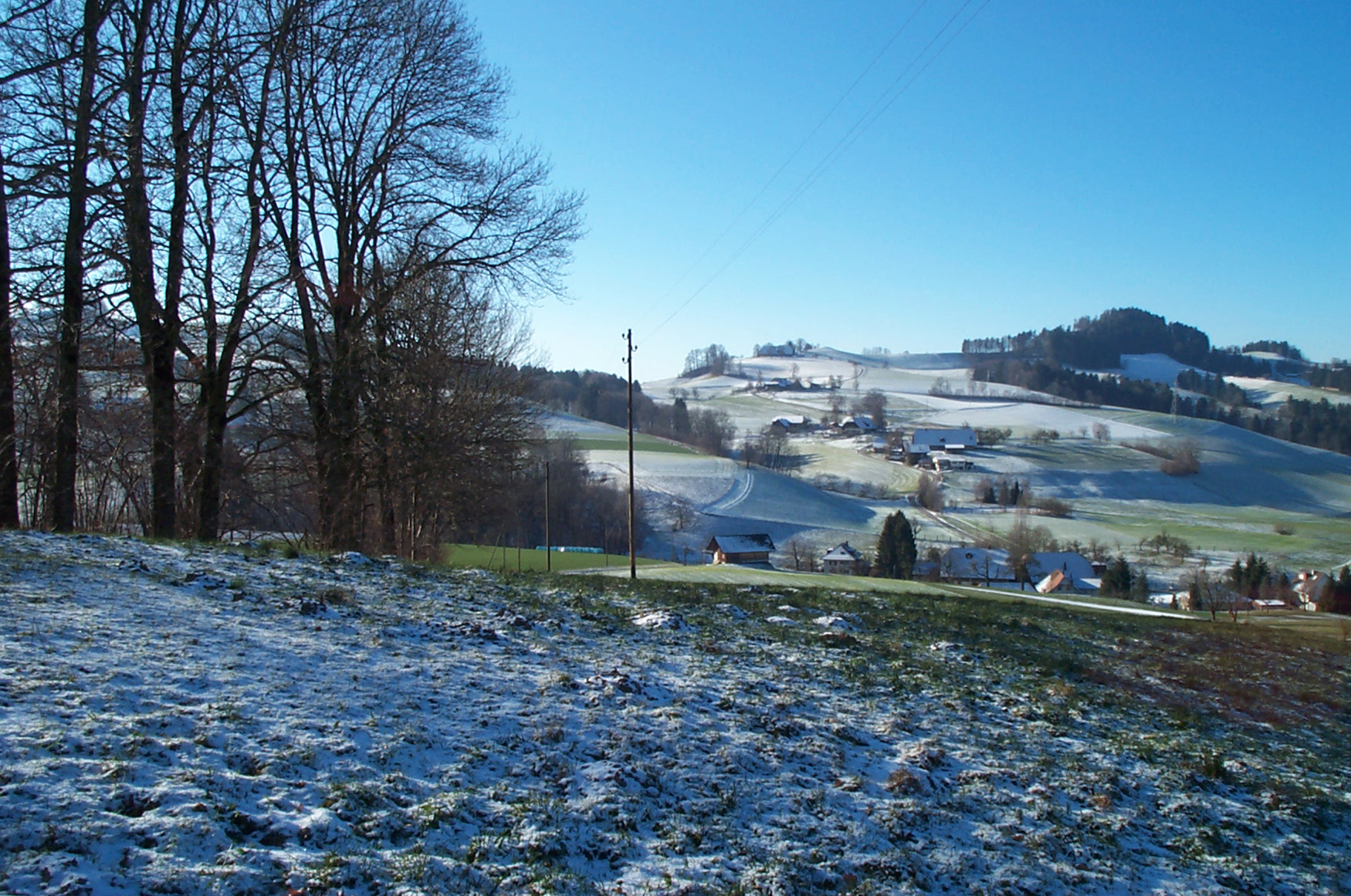
Hameau de Brönni, Obermuhlern, village de Zimmerwald

## Personnalités
- Peter Guggisberg, joueur suisse de hockey.

## Source
- (en) Cet article est partiellement ou en totalité issu de l’article de Wikipédia en anglais intitulé « Zimmerwald » (voir la liste des auteurs).